# Eugene Esmonde
Eugene Kingsmill Esmonde (Thurgoland, 1º marzo 1909 – Stretto di Dover, 12 febbraio 1942) è stato un militare e aviatore inglese.
Pilota di aerosiluranti della Fleet Air Arm durante la seconda guerra mondiale, prese parte alla caccia alla corazzata Bismarck, e successivamente all'Operazione Fuller, il tentativo britannico di impedire l'Operazione Cerberus, il forzamento da parte delle navi da battaglia tedesche del Canale della Manica per raggiungere i porti della Germania settentrionale. Durante quest'ultima missione perse la vita nel tentativo di silurare l'incrociatore da battaglia Scharnhorst, e in sua memoria fu decretata la concessione della Victoria Cross, la più alta decorazione militare britannica.

## Biografia
Nacque a Thurgoland, (South Yorkshire), vicino a Barnsley, il 1 marzo 1909, figlio di John Joseph (1862-1915), un nazionalista irlandese che esercitava la funzione di procuratore generale. Anche se di nascita inglese, i suoi genitori erano irlandesi ed egli fece ritorno presso la casa di famiglia dei baronetti Esmonde a Drominagh, nella Contea di Tipperary. Da ragazzo frequentò scuole dirette dai gesuiti, dapprima il Wimbledon College di Londra e poi il Clongowes Wood College di Kildare, Irlanda. Aveva tre fratellastri maggiori e tre sorellastre nati dal primo matrimonio del padre, oltre a sei fratelli.
Arruolatosi nella Royal Air Force come ufficiale pilota di complemento il 28 dicembre 1928, conseguendo il brevetto di pilota militare nel dicembre del 1929. Assegnato inizialmente al No.26 Army Air Co-Operation Squadron, nel marzo 1930 fu trasferito al No.43 Squadron equipaggiato con i caccia Armstrong Whitworth Siskin. Nel mese di giugno fu promosso al grado di Flying Officer, e il 16 settembre successivo iniziò a frequentare il corso per pilota imbarcato sulle portaerei, al termine del quale fu assegnato alla No.463 Fleet Torpedo Bomber Flight imbarcata sulla portaerei Courageous, ed equipaggiata con gli aerosiluranti Blackburn Dart. Durante il periodo imbarcato ebbe alcuni problemi con il suo comandante di volo, e dopo essersi qualificato come istruttore ritornò alla RAF come pilota dei bombardieri Vickers Virginia.
Lasciata al Royal Navy nel corso nel dicembre 1933, andò a lavorare come pilota civile presso la compagnia di trasporto aereo Imperial Airways. Promosso capitano nel 1936, effettuò voli verso l'India e Singapore, qualificandosi pilota di idrovolanti nel corso del 1937. Nell'aprile 1939, con il precipitare della situazione internazionale, accettò l'offerta della RAF e ritornò in seno all'aviazione militare con il grado di lieutenant commander (capitano di corvetta). Dopo un corso di conversione assunse il comando del No.754 Naval Air Squadron in maggio, una unità di addestramento al volo per velivoli Supermarine Walrus e Fairey Seafox di stanza a Lee-on-Solent.

### La seconda guerra mondiale
Allo scoppio della seconda guerra mondiale chiese ripetutamente di avere un comando in prima linea, ma fu accontentato solo nel maggio 1940, quando assunse l'incarico di comandante del No.825 Naval Air Squadron di stanza a Detling. nel mese di settembre si imbarcò sulla portaerei Furious per una serie di operazioni contro le forze tedesche in Norvegia, operando nel corso del 1941 durante le missioni di trasporto e lancio degli Hawker Hurricane destinati a raggiungere Malta e il Nord Africa. Dopo una serie di incarichi presso alcune basi terrestri, ritornò in mare a bordo della portaerei Victorious nel maggio del 1941.
Dopo l'esito negativo della battaglia dello Stretto di Danimarca, in cui l'incrociatore da battaglia Hood fu affondato dalla nave da battaglia Bismarck, la Royal Navy fece ogni sforzo per fermare la missione della nave tedesca. Nella notte del 24 maggio 1941 egli guidò una formazione di 9 aerosiluranti Fairey Swordfish appartenenti al No.825 Naval Air Squadron all'attacco contro la corazzata nemica. Decollati dalla Victorious gli aerei effettuarono un volo di 120 miglia sul Nord Atlantico colpendo la corazzata a centro nave e causando un danno ad un deposito di carburante. Qualche giorno dopo un nuovo attacco di aerosiluranti Swordfish decollati dalla portaerei Ark Royal colpirono la corazzata al timone, causando un danno irreparabile che alla fine portò all'affondamento della nave. Per le azioni compiute in quei primi anni di guerra il 16 settembre 1941 fu decorato con la Distinguished Service Order
All'inizio del mese di giugno del 1941 lui e il suo Squadron furono trasferiti a bordo della portaerei Ark Royal, prestando servizio a bordo di tale unità anche durante l'ultima missione. Il 14 dello stesso mese la nave fu silurata dal sommergibile tedesco U-81, e nonostante i tentativi di rimorchiarla a Gibilterra, ben presto abbandonati per la gravità dei danni, la portaerei si capovolse verso destra affondando. Prima che andasse a fondo l'equipaggio della nave riuscì a trasportare alcuni Swordfish sul ponte di volo e a farli decollare, e per questo fatto egli fu nominato nei Despatches ufficiali emessi dall'Ammiragliato.

### L'Operazione Fuller
Nell'estate del 1941, su richiesta di Adolf Hitler, l'Oberkommando der Marine tedesco decise di trasferire le navi della squadra da battaglia presente nel porto francese di Brest nei porti della Germania settentrionale, per essere successivamdente impiegate, partendo dalle acque norvegesi contro i convogli alleati che rifornivano l'Unione Sovietica. Si trattava degli incrociatori da battaglia Scharnhorst e Gneisenau, dell'incrociatore pesante Prinz Eugen, e di 6 cacciatorpediniere.
Per opporsi a tale iniziativa gli inglesi prepararono un piano d'azione, denominato Operazione Fuller. Sei aerosiluranti del No.825 Squadron furono posizionati sull'aeroporto di Manston, nel Kent, dotati di siluri da 533 mm. Il piano d'attacco prevedeva, tra le altre cose, che i sei velivoli, suddivisi in due sezioni scortate da aerei da caccia, si avvicinassero alle navi lanciando gli ordigni da un'altezza di 50 piedi.
Le navi salparono da Brest alle 21:28 dell'11 febbraio al comando del contrammiraglio Otto Ciliax e si inoltrarono nel Canale della Manica, favorite da tutta una serie di disposizione emanate in precedenza, e dalle favorevoli condizioni meteorologiche che ostacolavano le attività aeree. La formazione navale fu avvistata per caso, alle 10:42 del 12 febbraio, da due caccia Supermarine Spitfire i cui piloti diedero immediatamente l'allarme. Egli era appena arrivato a Manston Immediatamente avvertito diede l'ordine di preparare sei aerosiluranti Swordfish, che avrebbero attaccato le navi tedesche ormai quasi giunte nello stretto di Dover. Attese invano di ricevere l'ordine relativo alla presenza dei caccia di scorta, che lo avrebbero accompagnato durante le fasi dell'attacco, ma non ricevendo conferma decollò senza di essi. Ricongiuntosi con la propria scorta, 10 caccia Spitfire del No.72 Squadron di Gravesend, i sei aerosiluranti andarono all'attacco delle navi tedesche ormai quasi entrate nello stretto di Dover. Sulla formazione navale tedesca vi era, a protezione, un forte contingente di caccia della Luftwaffe appartenenti agli Jagdgeschwader JG 2 e JG 26. Nel combattimento aereo subito scatenatosi i biplani rimasero danneggiati, e senza scorta caccia si diressero all'attacco delle navi.
Il pesante fuoco antiaereo delle navi tedesche accolse l'arrivo degli Swordfish, e il suo velivolo rimase subito danneggiato ad un'ala da un colpo di artiglieria. Continuando l'attacco oltrepassò lo schermo dei cacciatorpediniere e della navi scorta, ma a 2 700 metri dell'obiettivo il suo aereo fu colpito da un caccia Focke-Wulf Fw 190. Il velivolo esplose in aria e il suo relitto precipitò in mare, e anche l'ultimo Swordfish rimasto fu abbattuto poco dopo dai caccia tedeschi. Dei 18 membri degli equipaggi che parteciparono all'azione solo cinque sopravvissero. Per il coraggio dimostrato in questo frangente il 3 marzo 1942 Re Giorgio VI lo decorò con la Victoria Cross alla memoria, la massima onorificenza militare britannica.
Il coraggio degli equipaggi degli Swordfish destò ammirazione sia in patria (l'ammiraglio Ramsay disse "a mio avviso, l'eroica azione dei questi sei Swordfish è una delle più belle prove di sacrificio e di abnegazione che si siano avute in questa guerra")) che tra i tedeschi, il contrammiraglio Ciliax disse in proposito: Il coraggioso attacco sferrato da una manciata di aerei sorpassati, pilotati da uomini valorosi, supera qualsiasi altra azione compiuta da entrambe le parti quel giorno. Anche il comandante dell'incrociatore pesante Prinz Eugen, capitano di vascello Kurt Caesar Hoffmann ebbe parole di grande elogio per gli aviatori inglesi.
Il suo nome fu personalmente ricordato da Winston Churchill in un famoso discorso radiofonico trasmesso il 13 maggio 1945, intitolato "Cinque anni di guerra", per aver difeso l'onore dell'Irlanda.
Sette settimane dopo il suo corpo, con ancora addosso il giubbetto di salvataggio,fu ritrovato nell'estuario del Tamigi vicino al fiume Medway. Il suo corpo venne sepolto presso il Woodlands Cemetery di Gillingham, Kent.

### Annotazioni
1. ↑  Sir John Esmonde, 14º Baronetto, che combatte durante la prima guerra mondiale, Geoffrey Esmonde (1897-1916) rimasto ucciso in combattimento durante la prima guerra mondiale mentre prestava servizio con il 26º Battaglione irlandese appartenente al Reggimento Royal Northumberland Fusiliers, e Sir Anthony Esmonde, 15º Baronetto.
2. ↑  Oltre ai problemi con il suo comandante, la causa di ciò fu il non aver superato una importante visita medica.
3. ↑  Quando aveva al suo attivo 855 ore di volo.
4. ↑  Aveva totalizzato allora circa 5.500 ore di volo.
5. ↑  Impiegato in missioni operative nella zona di Calais, l'unità effettuò pattugliamenti antisommergibili, missioni di ricognizione, attacco al suolo ed anche contro carri armati durante la fasi drammatiche della battaglia di Francia, perdendo otto aerei in sei settimane di operazioni.
6. ↑  Al comando della flottiglia di cacciatorpediniere, composta dalle unità Z 29 (nave ammiraglia), Paul Jacobi, Richard Beitzen, Friedrich Ihn, Z 25, e Hermann Schoemann, vi era il capitano di vascello Erich Bey.
7. ↑  Quello stesso giorno aveva ricevuto dal Re Giorgio VI la Distingushed Service Order a Buckingham Palace.
8. ↑  Si trattava di circa 60 aerei tra Messerschmitt Bf 109 e Focke-Wulf Fw 190, appartenenti agli Jagdgeschwader JG 2 e JG 26.
9. ↑  La Luftwaffe aveva, infatti, appositamente predisposto l'Operazione Donnerkeil, che garantiva la protezione aerea alle navi da battaglia e alla loro scorta.
10. ↑  Per meglio colpire i lenti Swordfish i piloti tedeschi arrivarono addirittura ad estrarre il carrello d'atterraggio, per ridurre al massimo la velocità.
11. ↑  Degli ufficiali sopravvissuti, quattro furono decorati con la Distinguished Service Order, mentre il quinto ricevette la Conspicuous Gallantry Medal.
12. ↑  Insieme a lui furono ricordati anche il Lance-Corporal John Patrick Kenneally, e il Captain Edward Stephen Fogarty Fegen, entrambi insigniti con la Victoria Cross.

### Fonti
1. ↑  Casualty details—Esmonde, Geoffery, Commonwealth War Graves Commission. consultato il 2008-07-16.
2. ↑  (EN) The London Gazette (PDF), n. 33453, 1º gennaio 1929..
3. ↑  Royal Naval Museum Biography Archiviato l'11 febbraio 2013 in Internet Archive..
4. 1 2 3  Jacobs 2015, p. 22.
5. 1 2  Jacobs 2015, p. 21.
6. ↑  Jacobs 2015, p. 23.
7. 1 2 3 4 5 6  Ford 2012, p. 53.
8. ↑  (EN) The London Gazette (PDF), n. 35275, 12 settembre 1941..
9. 1 2 3 4 5  Jacobs 2015, p. 63.
10. ↑  (EN) The London Gazette (PDF), n. 35424, 16 gennaio 1942..
11. 1 2 3 4  Jacobs 2015, p. 62.
12. ↑  Jacobs 2015, p. 65.
13. 1 2  Ford 2012, p. 57.
14. 1 2 3 4 5  Jacobs 2015, p. 68.
15. ↑  (EN) The London Gazette (PDF), n. 35474, 27 febbraio 1942..
16. ↑  Deane 1971, p. 157.
17. ↑  Churchill's Speech Archiviato il 21 maggio 2011 in Internet Archive..
18. ↑  Casualty details—Esmonde, Eugene Kingsmill, Commonwealth War Graves Commission, consultato il 16 luglio 2008.
19. ↑  London Gazzette, 3 marzo 1942.